# 戴王言
戴王言（1561年—？），字介甫，號鎮樸，浙江紹興府余姚县軍籍。明朝政治人物。

## 生平
万历十九年（1591年）辛卯科浙江乡试第四十九名举人，二十六年（1598年）戊戌科會試第三十一名，廷試二甲第二十二名进士，礼部觀政，本年十二月授刑部四川司主事，次年四月差漕运理刑，三十年升本部山西司员外郎，三十一年升雲南司郎中，三十五年丁憂，三十八年补工部虞衡司郎中，三十九年升福建右参政，四十二年升广西按察使，丁憂。四十五年七月復除原官，泰昌元年（1620年）十月升本省右布政使，天启元年（1621年）八月轉左布政使，三年致仕，养病。

## 家族
曾祖戴彪。祖戴宗範。父戴晟，庠生、封奉政大夫刑部郎中。母盧氏，封宜人。具庆下。

## 引用
1. ↑  《浙江辛卯科同年序齿録》
2. ↑  《萬曆二十六年戊戌科進士履歷》：戴王言，鎮樸，書二房，戊辰五月十二生。餘姚人，辛卯四十六，会四十五，二甲二十二。礼部政，授刑部主事，己亥漕运理刑，壬寅升员外，癸卯升郎中，丁未丁憂，庚戌补工部虞衡司郎中，辛亥升付建右参政，甲寅升广西按察使，丁憂。丁巳补广西按察，庚申升本省右布政，癸亥致仕，养病。曾祖彪。祖宗範。父晟，庠生。
3. ↑  万历四十五年七月，复除广西按察使戴王言原官。
4. ↑  泰昌元年十月，升广西按察使戴王言为本省右布政使。
5. ↑  天启元年八月，升广西布政使司右布政戴王言为左布政使。
6. ↑  《紹興府志》